# فیلیپ تری
فیلیپ تری (انگلیسی: Phillip Terry; ۷ مارس ۱۹۰۹ – ۲۳ فوریهٔ ۱۹۹۳) یک هنرپیشه اهل ایالات متحده آمریکا بود. وی بین سال‌های ۱۹۳۷ تا ۱۹۷۴ میلادی فعالیت می‌کرد.
از فیلم‌های او می‌توان به قاتل مادرزاد اشاره کرد.